# Vittskövle driva
Vittskövle driva este o arie protejată (arie specială de conservare — SAC, sit de importanță comunitară — SCI) din Suedia întinsă pe o suprafață de 58,4 ha, integral pe uscat.

## Localizare
Centrul sitului Vittskövle driva este situat la coordonatele 55°51′43″N 14°10′02″E / 55.862°N 14.1673°E.

## Înființare
Situl Vittskövle driva a fost declarat sit de importanță comunitară în ianuarie 1998 pentru a proteja 1 specie de plante. Situl a fost protejat și ca arie specială de conservare în martie 2011.

## Biodiversitate
Situată în ecoregiunea continentală, aria protejată conține 3 habitate naturale: Pajiști uscate seminaturale și facies de acoperire cu tufișuri pe substraturi calcaroase (Festuco-Brometalia) (* situri importante pentru orhidee), Pajiști cu Molinia pe soluri calcaroase, turboase sau argilos-nămoloase (Molinion caeruleae), Pajiști calcaroase din nisipuri xerice.
La baza desemnării sitului se află o specie protejată de  plante: Dianthus arenarius subsp. arenarius.